# Armindo Fonseca
Armindo Fonseca (Rennes, 1º maggio 1989) è un ex ciclista su strada francese, professionista dal 2011 al 2018.

## Palmarès
- 2010 (dilettanti)

Redon-Redon
1ª tappa Saint-Brieuc Agglo Tour
Grand Prix de Fougères
- 2014 (Bretagne-Schuller, due vittorie)

1ª tappa Boucles de la Mayenne (Saint-Berthevin > Bonchamp-lès-Laval)
Tour de Vendée

### Altri successi
- 2011 (Bretagne-Schuller)

Prologo Tour Alsace (cronosquadre)

## Piazzamenti

### Grandi giri
- Tour de France

2014: 138º
2015: 119º
2016: 146º

### Classiche monumento
- Liegi-Bastogne-Liegi

2016: ritirato